# Bornsche Starrheit
Die Bornsche Starrheit ist ein Konzept der speziellen Relativitätstheorie und wurde erstmals 1909 von Max Born vorgeschlagen. Es ist eine der möglichen Antworten auf die Frage, inwieweit das Konzept des starren Körpers, das in der klassischen Mechanik von großer Bedeutung ist, auch im Rahmen der speziellen Relativitätstheorie anwendbar ist. Für einen allgemeinen Überblick zu Beschleunigungen in der Minkowski-Raumzeit, siehe Beschleunigung (Spezielle Relativitätstheorie).

## Theorie
Die Bornsche Starrheit ist dann erfüllt, wenn auch in beschleunigten Bezugssystemen der Abstand zwischen zwei Punkten lokal gleich bleibt und somit aus Sicht eines relativ dazu bewegten Inertialsystems der Lorentzkontraktion unterworfen ist. Dieser Zustand schränkt die möglichen Bewegungen eines ausgedehnten Körpers ein und kann nur in Ausnahmefällen durch sorgfältiges Wirkenlassen von Kräften an verschiedenen Teilen des Körpers praktisch umgesetzt werden. Ein starrer Körper an sich würde nämlich im Widerspruch zur speziellen Relativitätstheorie sein, weil in einem solchen die Schallgeschwindigkeit unendlich wäre.
Die Grenzen der Bornschen Starrheit wurden 1910 von Gustav Herglotz und Fritz Noether aufgezeigt (Herglotz-Noether-Theorem). Es wurde demonstriert, dass die Bewegung des gesamten Born-starren Körpers im Allgemeinen vollständig durch die beliebige Bewegung eines einzigen seiner Punkte bestimmt wird. Ausnahmen sind gemäß Herglotz nur in Spezialfällen möglich, bei denen die Weltlinien der Punkte eine konstante Krümmung aufweisen. Diesem Theorem zufolge hat ein Born-starrer Körper nur drei Freiheitsgrade. Eine moderne Fassung des Herglotz-Noether-Theorems besagt, dass die rotatorisch-starre Bewegung im Minkowski-Raum eine Killing-Bewegung sein muss.
Die engen Grenzen der Bornschen Starrheit führen einerseits zum Ehrenfestschen Paradoxon, wonach eine Scheibe zwar auf Born-starre Weise gleichförmig rotieren kann, jedoch keiner beschleunigten Rotation unterworfen werden kann, ohne dass Deformationen auftreten. Scheiben können also nicht auf Born-starre Weise vom Ruhezustand aus in Rotation versetzt werden. Ein anderes Beispiel ist das Bellsche Raumschiffparadoxon, in dem die beiden Endpunkte eines Körpers dasselbe Beschleunigungsprofil besitzen und in einem Inertialsystem gleichzeitig beschleunigt werden. Auch hier kann die Bornsche Starrheit nicht eingehalten werden, denn für den mitbeschleunigten Beobachter vergrößert sich der Abstand zwischen den Punkten, sodass Spannungen im Material entstehen. Allgemein zeigte Herglotz (1911), dass eine relativistische Elastizitätstheorie auf der Annahme begründet werden kann, dass Spannungen auftreten, wenn die Bornsche Starrheit verletzt wird.